# Apatura iris
La farfalla Iride o Apatura (Apatura iris (Linnaeus, 1758)) è una farfalla appartenente alla famiglia Nymphalidae.

## Descrizione
I maschi posseggono brillanti sfumature viola-porpora, che non sono dovute a pigmenti chimici, come avviene nella maggior parte delle farfalle, ma a fenomeni fisici di diffrazione e interferenza della luce; per questo motivo cambiano a seconda dell'angolo di incidenza dei raggi luminosi. Entrambi i sessi sono caratterizzati da una colorazione marrone-scura sulle pagine inferiori, linee bianche e un anello arancione su ogni ala posteriore. Le femmine sono generalmente più grandi e presentano disegni più estesi.
La lunghezza delle ali anteriori oscilla tra i 33 e i 42 mm.
I bruchi sono invece verdi con bande gialle e bianche e con due corni.

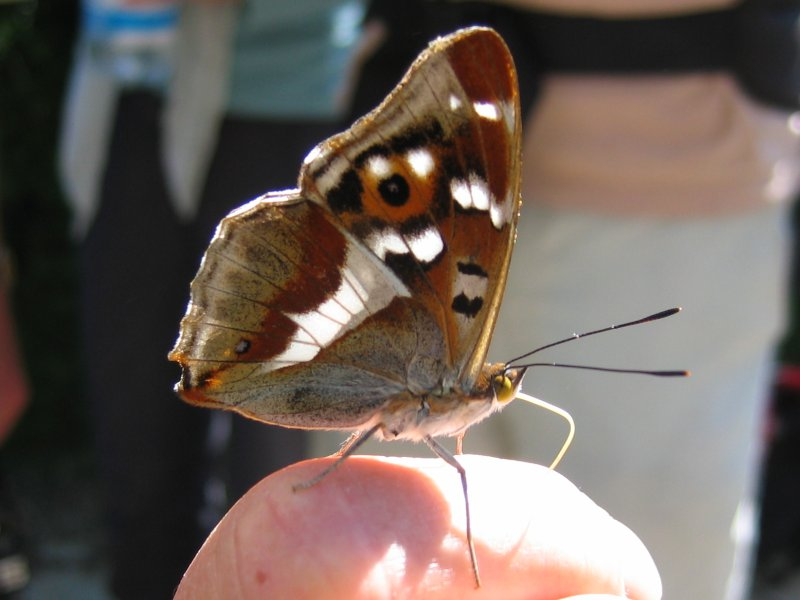
Apatura iris.
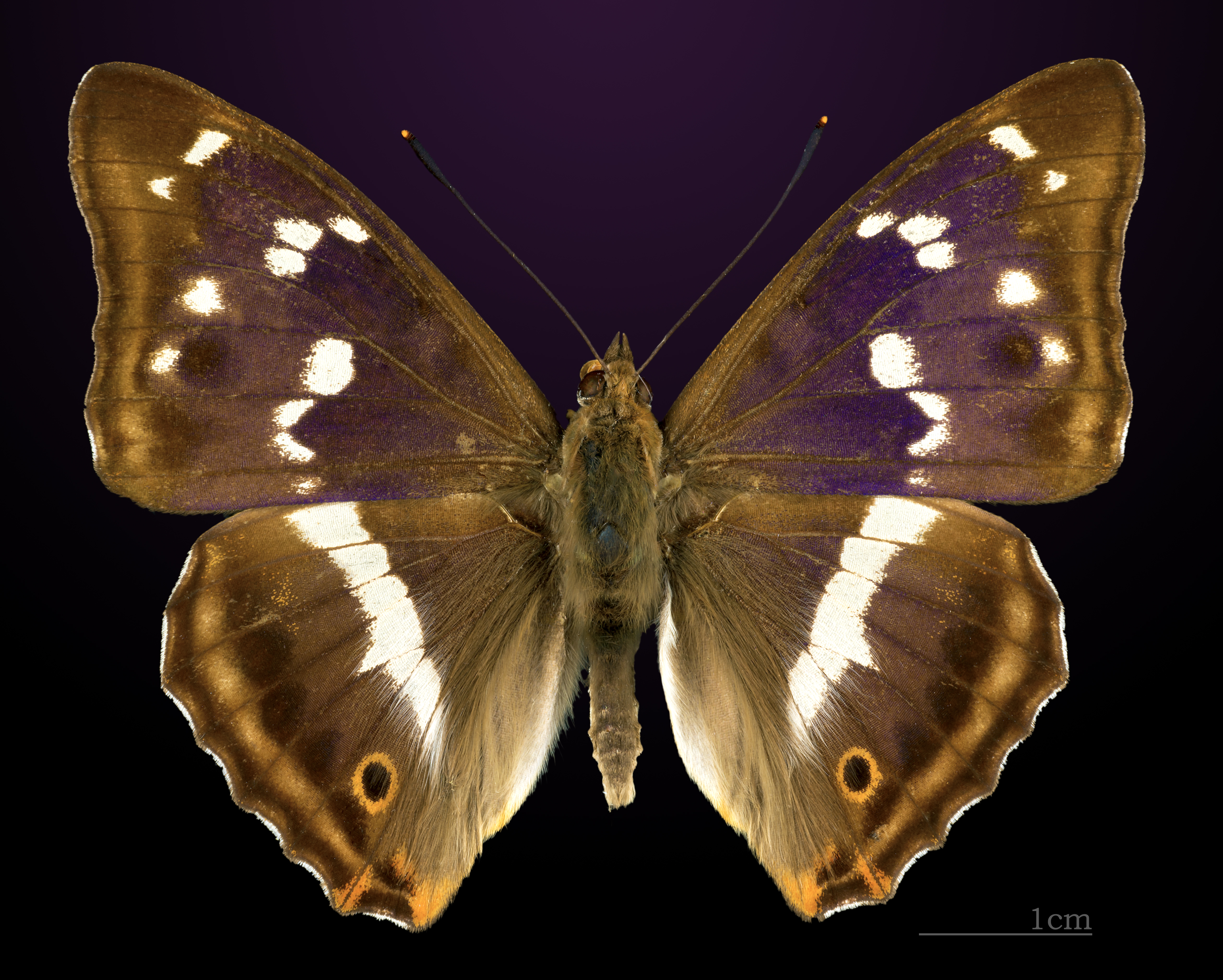
Dorso.
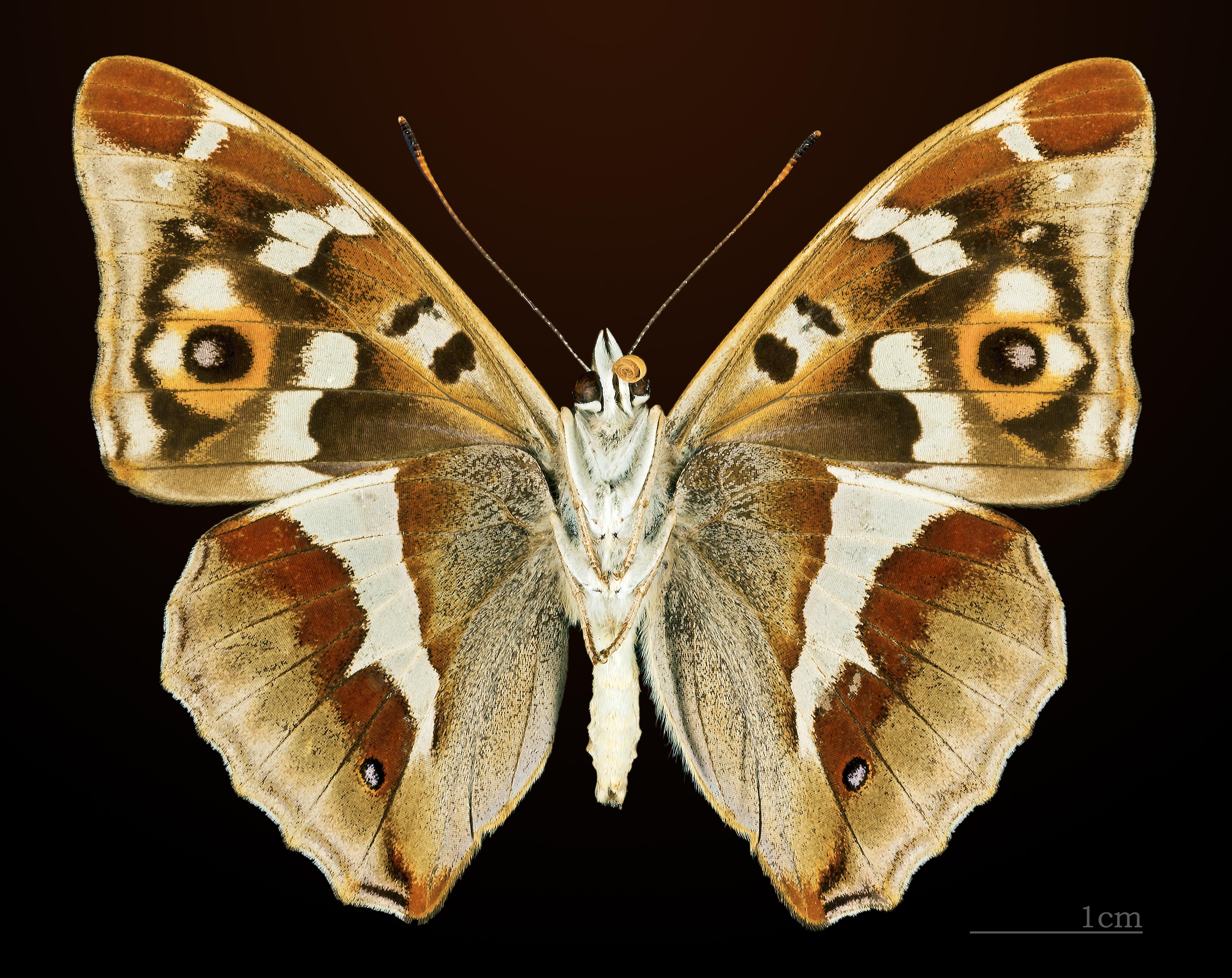
△ Lato ventrale.

## Biologia
È una specie sciafila (che vive nell'ombra).

Le femmine trascorrono la maggior parte della loro vita sui rami, scendendo a terra solo per depositare le uova. Anche i maschi trascorrono la maggior parte della propria vita sulle cime degli alberi, difendendo il loro territorio dai rivali, sebbene discendano di tanto in tanto per bere dalle pozze fangose o per nutrirsi.

Il bruco vive invece sull'olivello spinoso in agosto/settembre e nuovamente in maggio/giugno dopo l'ibernazione. Esiste una sola generazione annuale con sfarfallamento nelle vicinanze del mese di luglio.

A differenza della maggior parte delle farfalle, l'Apatura iris si nutre di sostanze zuccherine secrete dagli afidi, di fiori di rovo, di urina e di carogne.

## Distribuzione e habitat
Abita nelle regioni meridionali dell'Inghilterra e in gran parte dell'Europa centro-orientale.
In Italia si ritrova nelle regioni settentrionali, nei boschi e nelle radure del piano basale e montano tra i 500 e 1.900 m slm, specie dove abbonda la quercia.